# Campo de Criptana
Campo de Criptana település Spanyolországban, Ciudad Real tartományban. Campo de Criptana Alcázar de San Juan, Quero, Miguel Esteban, El Toboso, Pedro Muñoz, Tomelloso, Arenales de San Gregorio és Argamasilla de Alba községekkel határos. Lakosainak száma 12 932 fő (2024).

## Népesség
A település népessége az elmúlt években az alábbi módon változott:
| Lakosok száma | 13 054 | 13 258 | 13 753 | 15 006 | 14 972 | 14 387 | 13 949 | 13 414 | 13 229 | 12 932 |
|               | 2001   | 2004   | 2006   | 2009   | 2011   | 2014   | 2016   | 2019   | 2021   | 2024   |